# Cryptlib
cryptlib ist eine plattformübergreifende C-Programmbibliothek für Kryptographie. Sie steht unter der Sleepycat License, einer freien, zur GPL kompatiblen Lizenz. Alternativ ist cryptlib unter einer kommerziellen Lizenz erhältlich.

## Funktionen
Für die Verschlüsselung von E-Mails stehen S/MIME und PGP/OpenPGP zur Verfügung. Datenverbindungen können mit SSL/TLS und SSH verschlüsselt werden. Für die Benutzung als CA sind die Protokolle CMP, SCEP, RTCS und OCSP implementiert.
Cryptlib ist nicht nur eine umfassende Bibliothek moderner kryptographischer Funktionen, sondern stellt die Implementation eines Sicherheitssystems dar, das auf drei verschiedenen Ebenen benutzt werden kann. Die oberste Ebene erlaubt selbst unerfahrenen Programmierern die sichere Nutzung aller kryptographischen Mechanismen, die cryptlib zur Verfügung stellt. Alle sicherheitsrelevanten Parameter und die genutzten Algorithmen sind so voreingestellt, dass ein unerfahrener Programmierer die Sicherheit der Verfahren nicht unabsichtlich gefährden kann. Die Nutzung der oben genannten kryptographischen Protokolle sind durch wenige Aufrufe grundlegender Funktionen mit Hilfe der Programmiersprachen C, Java, Python und Perl nutzbar. Die eigentlichen kryptographischen Methoden finden in einem eigens abgesicherten Softwarebereich, dem „KERNEL“ statt.
Auf der dritten und fundamentalsten Ebene ist der Programmierer zudem in der Lage, die im KERNEL genutzten Parameter zu beeinflussen, was allerdings eine genaue Kenntnis der kryptographischen Protokolle und Verfahren voraussetzt. 
Cryptlib ist  seit dem Jahr 2017 Teil des Fedora Projektes.